# International Finance Centre
International Finance Centre (skraćeno IFC, poznat kao i „ifc“) neboder je u Hong Kongu. Nakon International Commerce Centrea ovo je druga najviša zgrada Hong Konga (podaci iz ožujka 2011.).

## Gradnja
Radovi su započeli 1997., a završeni su 2003. godine.

## Osnovne karakteristike
Iako ovdje govorimo o najvišoj zgradi, IFC tornju broj 2, kompletan kompleks sastoji se od tri zgrade: IFC tornja 1, IFC tornja 2 i hotela Hong Kong Four Seasons. Ukupna visina zgrade iznosi 416.8 metara (s antenom), dok je visina krova 406.9 metara. Zgrada ukupno ima 88 katova, a za prijevoz putnika koriste se 62 dizala. Ukupna površina prostora iznosi 185.805 četvornih metara, a služi se za uredske prostore, garaže i maloprodajne aktivnosti.